# Dos son familia
Dos son familia (en Hispanoamérica) o Mañana empieza todo (en España) es una película de comedia dramática francesa de 2016 (en francés: Demain tout commence), dirigida por Hugo Gélin y protagonizada por Omar Sy. Es una adaptación de la película mexicana No se aceptan devoluciones (2013).

## Argumento
Samuel es un corredor, fiestero y mujeriego; vive junto al mar en el sur de Francia. Soltero, su vida cambia el día en que Kristin, una antigua aventura, pone en sus brazos a su hija de tres meses, Gloria. Sintiéndose incapaz de cuidar de la niña, Samuel se embarca en un viaje a Londres para devolverla a su madre. Pierde la pista a Kristin, no tiene ni un centavo en el bolsillo y tampoco un dominio del idioma inglés. Afortunadamente, conoce a Bernie, un francés que trabaja en la industria cinematográfica y le ofrece un trabajo de especialista.
Durante los siguientes ocho años, Samuel cría a Gloria y trabaja como especialista, con Gloria a menudo acompañándolo porque todavía no habla inglés. Samuel crea una madre agente secreta imaginaria para Gloria, quien mantiene correspondencia con ella en Internet. Durante una visita al médico, se hace creer al público que Samuel tiene una enfermedad terminal. Un día, cuando Gloria tiene ocho años, su verdadera madre aparece desde Nueva York con su novio Lowell y un nuevo instinto maternal. Samuel está frustrado con Kristin, quien finalmente le pide llevarse a Gloria a Nueva York con ella. Gloria se aleja de su padre cuando lo escucha revelar que él inventó la historia de fondo de su madre.
Kristin finalmente solicita la custodia de su hija y el caso se lleva a los tribunales. Samuel convence con éxito al juez de que se preocupa por los mejores intereses de Gloria y se le concede la custodia. Sin embargo, Kristin luego solicita una prueba de ADN, que revela que Samuel no es el padre biológico de Gloria. Posteriormente, Samuel escapa con Gloria a su antiguo trabajo en Francia. Mientras los busca, Bernie se enfrenta a Kristin y le revela que Gloria, de hecho, tiene una enfermedad terminal y podría morir en cualquier momento. Bernie y Kristin finalmente los encuentran en la playa, donde Kristin abandona sus intentos de custodia y los cuatro se reúnen como familia. La película termina con Samuel sentado solo en la playa, dando a entender que Gloria ha fallecido.

## Reparto
- Omar Sy - Samuel
- Gloria Colston - Gloria
- Clémence Poésy - Kristin Stuart
- Antoine Bertrand - Bernie
- Ashley Walters - Lowell
- Clémentine Célarié - Samantha
- Ruben Alves - Servidor nocturno

## Producción
El rodaje de la película comenzó el 21 de septiembre de 2015 en el sur de Francia antes de mudarse a Londres. El rodaje estaba previsto que concluyera el 10 de diciembre de 2015.